# Campionati europei di atletica leggera indoor 2015 - 60 metri piani femminili
La specialità dei 60 metri piani femminili ai campionati europei di atletica leggera indoor di Praga 2015 si è svolta alla O2 Arena di Praga, nella Repubblica Ceca, il 6 marzo 2015.

## Podio
| Pos.    | Atleta           | Nazionalità | Misura |
| ------- | ---------------- | ----------- | ------ |
| Oro     | Dafne Schippers  | Paesi Bassi | 7"05 = |
| Argento | Dina Asher-Smith | Regno Unito | 7"08 = |
| Bronzo  | Verena Sailer    | Germania    | 7"09   |

## Record
Prima di questa competizione, il record del mondo (RM), il record europeo (EU) ed il record dei campionati (RC) sono i seguenti:
| Record                | Prestazione | Atleta                   | Data                            | Competizione        |
| --------------------- | ----------- | ------------------------ | ------------------------------- | ------------------- |
| Record mondiale       | 6"92        | Irina Privalova Russia   | 11 febbraio 1993 Madrid, Spagna |                     |
| Record europeo        | 6"92        | Irina Privalova Russia   | 11 febbraio 1993 Madrid, Spagna |                     |
| Record dei campionati | 7"00        | Nelli Cooman Paesi Bassi | 23 febbraio 1986 Madrid, Spagna | Europei indoor 1986 |

## Programma
| Data         | Ora   | Turno          |
| ------------ | ----- | -------------- |
| 6 marzo 2015 | 10:00 | Qualificazioni |
| 6 marzo 2015 | 18:40 | Finale         |

## Risultati

### Batterie
Le batterie di qualificazione si sono tenute venerdì 6 marzo a partire dalle 10:05. Accedono alle semifinali le prime quattro atlete di ogni batteria (Q) e i quattro migliori tempi (q).

#### Batteria 1
La prima batteria è partita alle 10:00.
| Pos. | Corsia | Nome              | Nazione    | Reazione | Tempo | Note                          |
| ---- | ------ | ----------------- | ---------- | -------- | ----- | ----------------------------- |
| 1    | 3      | Mujinga Kambundji | Svizzera   | 0"152    | 7"22  | Q                             |
| 2    | 1      | Ewa Swoboda       | Polonia    | 0"150    | 7"24  | Q                             |
| 3    | 8      | Maja Mihalinec    | Slovenia   | 0"176    | 7"26  | Q =                           |
| 4    | 7      | Elin Östlund      | Svezia     | 0"163    | 7"39  | Q                             |
| 5    | 6      | Éva Kaptur        | Ungheria   | 0"189    | 7"46  |                               |
| 6    | 2      | Monika Weigertová | Slovacchia | 0"174    | 7"52  | Miglior prestazione personale |
| 7    | 4      | Marija Stillo     | Albania    | 0"260    | 8"06  |                               |
| -    | 5      | Yeoryía Koklóni   | Grecia     | fp       | dq    | [ 1 ]                         |

#### Batteria 2
La seconda batteria è partita alle 10:06.
| Pos. | Corsia | Nome                 | Nazione    | Reazione | Tempo | Note |
| ---- | ------ | -------------------- | ---------- | -------- | ----- | ---- |
| 1    | 6      | Verena Sailer        | Germania   | 0"144    | 7"10  | Q    |
| 2    | 8      | Nataliya Pohrebnyak  | Ucraina    | 0"160    | 7"23  | Q    |
| 3    | 3      | Céline Distel-Bonnet | Francia    | 0"139    | 7"24  | Q    |
| 4    | 1      | Marika Popowicz      | Polonia    | 0"140    | 7"34  | Q    |
| 5    | 7      | Petra Urbánková      | Rep. Ceca  | 0"161    | 7"37  | q    |
| 6    | 2      | Alexandra Bezeková   | Slovacchia | 0"147    | 7"47  |      |
| 7    | 4      | Olga Lenskiy         | Israele    | 0"161    | 7"51  | =    |
| 8    | 5      | Rachel Fitz          | Malta      | 0"162    | 7"88  |      |

#### Batteria 3
La terza batteria è partita alle 10:12.
| Pos. | Corsia | Nome                    | Nazione     | Reazione | Tempo | Note                                     |
| ---- | ------ | ----------------------- | ----------- | -------- | ----- | ---------------------------------------- |
| 1    | 6      | Dafne Schippers         | Paesi Bassi | 0"161    | 7"07  | Q                                        |
| 2    | 8      | Alexandra Burghardt     | Germania    | 0"170    | 7"23  | Q                                        |
| 3    | 4      | Rachel Johncock         | Regno Unito | 0"170    | 7"26  | Q                                        |
| 4    | 5      | Irene Ekelund           | Svezia      | 0"166    | 7"27  | Q                                        |
| 5    | 3      | Anasztázia Nguyen       | Ungheria    | 0"170    | 7"33  | q                                        |
| 6    | 7      | Lenka Kršáková          | Slovacchia  | 0"159    | 7"49  | Miglior prestazione personale stagionale |
| 7    | 2      | Hrafnhild Hermodsdottir | Islanda     | 0"164    | 7"52  |                                          |

#### Batteria 4
La quarta batteria è partita alle 10:18.
| Pos. | Corsia | Nome                | Nazione     | Reazione | Tempo | Note |
| ---- | ------ | ------------------- | ----------- | -------- | ----- | ---- |
| 1    | 2      | Dina Asher-Smith    | Regno Unito | 0"155    | 7"10  | Q    |
| 2    | 8      | Jamile Samuel       | Paesi Bassi | 0"151    | 7"26  | Q    |
| 3    | 6      | Ivet Lalova         | Bulgaria    | 0"144    | 7"26  | Q    |
| 4    | 3      | Audrey Alloh        | Italia      | 0"157    | 7"31  | Q    |
| 5    | 7      | Hanna-Maari Latvala | Finlandia   | 0"141    | 7"36  | q    |
| 6    | 5      | Maarja Kalev        | Estonia     | 0"152    | 7"52  |      |
| 7    | 4      | Nimet Karakus       | Turchia     | 0"157    | 7"60  |      |

#### Batteria 5
La quinta batteria è partita alle 10:24.
| Pos. | Corsia | Nome                | Nazione     | Reazione | Tempo | Note |
| ---- | ------ | ------------------- | ----------- | -------- | ----- | ---- |
| 1    | 3      | Ezinne Okparaebo    | Norvegia    | 0"145    | 7"17  | Q    |
| 2    | 2      | Olesya Povh         | Ucraina     | 0"137    | 7"22  | Q    |
| 3    | 8      | Rebekka Haase       | Germania    | 0"165    | 7"31  | Q    |
| 4    | 5      | Inna Eftimova       | Bulgaria    | 0"179    | 7"37  | Q    |
| 5    | 7      | Tiffany Tshilumba   | Lussemburgo | 0"153    | 7"38  | q    |
| 6    | 6      | Lina Grincikaite    | Lituania    | 0"150    | 7"41  |      |
| 7    | 4      | Sibel Agan          | Turchia     | 0"129    | 7"67  |      |
| 8    | 1      | Estefania Sebastian | Andorra     | 0"224    | 7"94  |      |

### Semifinali
Le semifinali si sono tenute domenica 8 marzo a partire dalle 14:30. Accedono alla finale le prime due atlete di ogni batteria (Q) e i due migliori tempi (q).

#### Semifinale 1
La prima semifinale si è corsa alle 14:30.
| Pos. | Corsia | Nome                | Nazione     | Reazione | Tempo | Note |
| ---- | ------ | ------------------- | ----------- | -------- | ----- | ---- |
| 1    | 5      | Dina Asher-Smith    | Regno Unito |          | 7"10  | Q =  |
| 2    | 3      | Ezinne Okparaebo    | Norvegia    |          | 7"15  | Q    |
| 3    | 4      | Jamile Samuel       | Paesi Bassi |          | 7"20  | q    |
| 4    | 6      | Ewa Swoboda         | Polonia     |          | 7"22  | q =  |
| 5    | 8      | Rebekka Haase       | Germania    |          | 7"25  |      |
| 6    | 7      | Irene Ekelund       | Svezia      |          | 7"36  |      |
| 7    | 1      | Hanna-Maari Latvala | Finlandia   |          | 7"37  |      |
| 8    | 2      | Anasztázia Nguyen   | Ungheria    |          | 7"39  |      |

#### Semifinale 2
La seconda semifinale si è corsa alle 14:37.
| Pos. | Corsia | Nome                | Nazione     | Reazione | Tempo | Note                                     |
| ---- | ------ | ------------------- | ----------- | -------- | ----- | ---------------------------------------- |
| 1    | 6      | Dafne Schippers     | Paesi Bassi | 0"156    | 7"10  | Q                                        |
| 2    | 3      | Olesya Povh         | Ucraina     | 0"124    | 7"16  | Q                                        |
| 3    | 5      | Alexandra Burghardt | Germania    | 0"164    | 7"24  |                                          |
| 4    | 8      | Rachel Johncock     | Regno Unito | 0"153    | 7"26  | =                                        |
| 5    | 2      | Inna Eftimova       | Bulgaria    | 0"164    | 7"28  | Miglior prestazione personale stagionale |
| 6    | 4      | Maja Mihalinec      | Slovenia    | 0"157    | 7"29  |                                          |
| 7    | 7      | Marika Popowicz     | Polonia     | 0"143    | 7"38  |                                          |
| 8    | 1      | Tiffany Tshilumba   | Lussemburgo | 0"144    | 7"39  |                                          |

#### Semifinale 3
La terza semifinale si è corsa alle 14:44.
| Pos. | Corsia | Nome                 | Nazione   | Reazione | Tempo | Note                          |
| ---- | ------ | -------------------- | --------- | -------- | ----- | ----------------------------- |
| 1    | 5      | Verena Sailer        | Germania  |          | 7"08  | Q                             |
| 2    | 6      | Mujinga Kambundji    | Svizzera  |          | 7"15  | Q                             |
| 3    | 8      | Audrey Alloh         | Italia    |          | 7"24  | Miglior prestazione personale |
| 4    | 3      | Céline Distel-Bonnet | Francia   |          | 7"26  |                               |
| 5    | 7      | Ivet Lalova          | Bulgaria  |          | 7"27  |                               |
| 6    | 4      | Nataliya Pohrebnyak  | Ucraina   |          | 7"30  |                               |
| 7    | 2      | Petra Urbánková      | Rep. Ceca |          | 7"37  |                               |
| 8    | 1      | Elin Östlund         | Svezia    |          | 7"42  |                               |

### Finale
La finale si è corsa alle 16:55 di domenica 8 marzo.
| Pos.    | Corsia | Nome              | Nazione     | Reazione | Tempo | Note                                 |
| ------- | ------ | ----------------- | ----------- | -------- | ----- | ------------------------------------ |
| Oro     | 5      | Dafne Schippers   | Paesi Bassi | 0"151    | 7"05  | =                                    |
| Argento | 4      | Dina Asher-Smith  | Regno Unito | 0"139    | 7"08  | =                                    |
| Bronzo  | 3      | Verena Sailer     | Germania    | 0"138    | 7"09  |                                      |
| 4       | 6      | Ezinne Okparaebo  | Norvegia    | 0"141    | 7"10  | Record nazionale                     |
| 5       | 7      | Mujinga Kambundji | Svizzera    | 0"132    | 7"11  | Record nazionale                     |
| 6       | 8      | Olesya Povh       | Ucraina     | 0"132    | 7"11  | Miglior prestazione personale        |
| 7       | 1      | Jamile Samuel     | Paesi Bassi | 0"164    | 7"19  | Miglior prestazione personale        |
| 8       | 2      | Ewa Swoboda       | Polonia     | 0"150    | 7"20  | Miglior prestazione europea under 20 |